# Distretto di Kitwe
Il distretto di Kitwe è un distretto dello Zambia, parte della Provincia di Copperbelt.
Il distretto comprende 28 ward:
- Buchi
- Bulangililo
- Buntungwa
- Bupe
- Chamboli
- Chantete
- Chibote
- Chimwemwe
- Ipusukilo
- Itimpi
- Kafue
- Kamakonde
- Kamfinsa
- Kawama
- Kwacha
- Limaposa
- Luangwa
- Lubuto
- Lubwa
- Mindolo
- Miseshi
- Mukuba
- Ndeke
- Parklands
- Riverside
- Rokana
- Twatasha
- Wusakile